# 耶律劭
耶律劭，辽朝官员。
耶律劭撰有《兴中府安德州创建灵岩寺碑铭》。将灵岩寺自辽圣宗太平五年草创，到天祚帝即位二年后，寺庙的盛景，都一一记述。官至朝请大夫、守殿中少监、知安德州军州事、上骑都尉、漆水县开国子、食邑五百户、赐紫金鱼袋。其弟出家，号恒劬。碑铭书法及篆额、碑阴小篆为恒劬所作。耶律劭兄弟学习李斯、李阳冰的小篆，恒劬又撰有《沙门积祥为先师造经幢纪》。